# Cròcia del Lang Bian
La cròcia del Lang Bian (Laniellus langbianis) és un ocell de la família dels leiotríquids (Leiothrichidae).

## Hàbitat i distribució
Habita els boscos de les terres altes del sud d'Annam, a Vietnam.